# Bonifacio
Bonifacio  (Bunifaziu på korsikanska) är en kommun i departementet Corse-du-Sud på ön Korsika i Frankrike. Staden ligger vid Bonifaciosundet.  År 2022 hade Bonifacio 3 269 invånare.

## Befolkningsutveckling
Antalet invånare i kommunen Bonifacio
Referens:INSEE

## Galleri

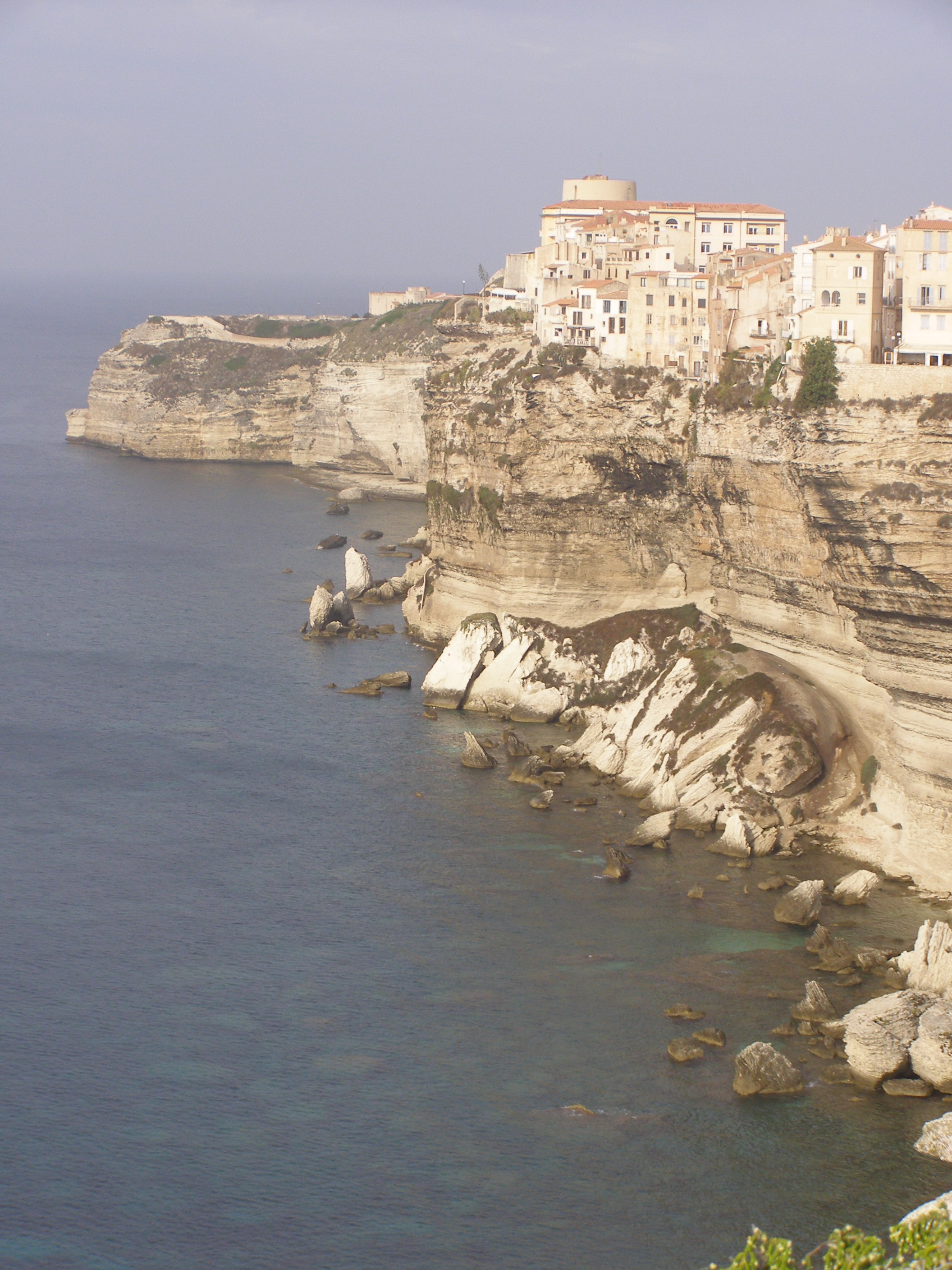
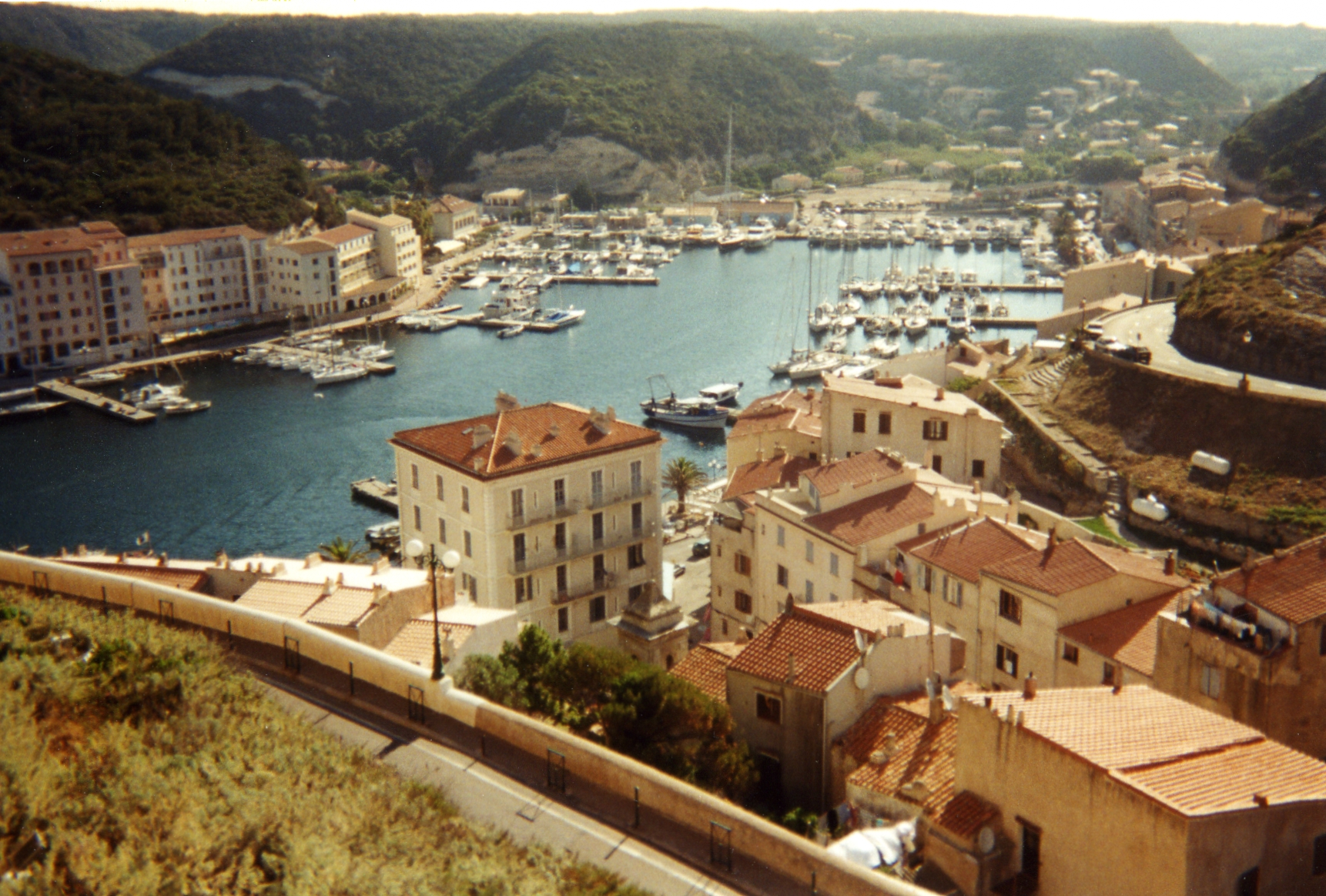
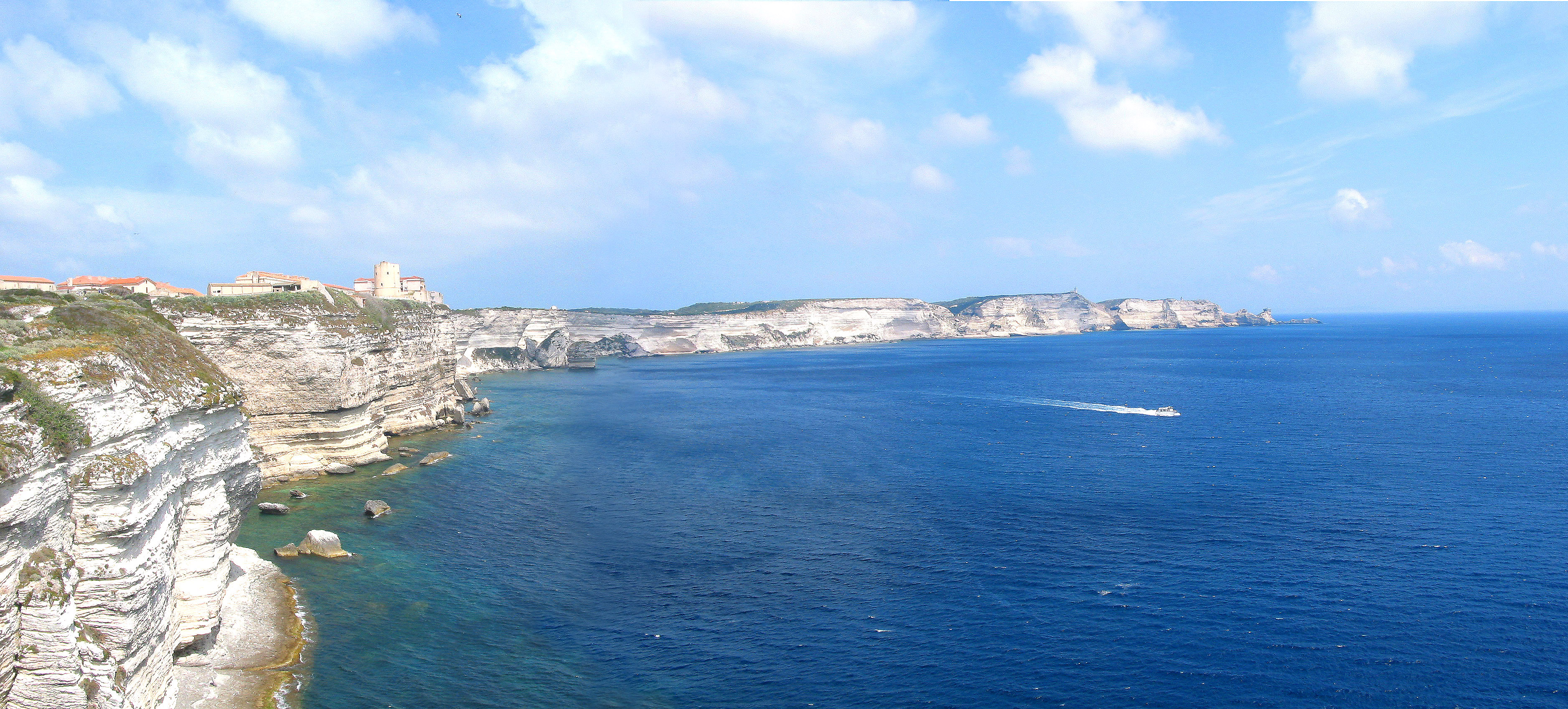
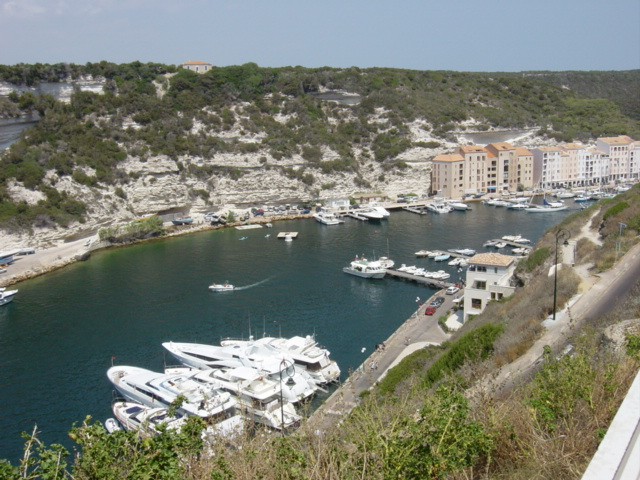
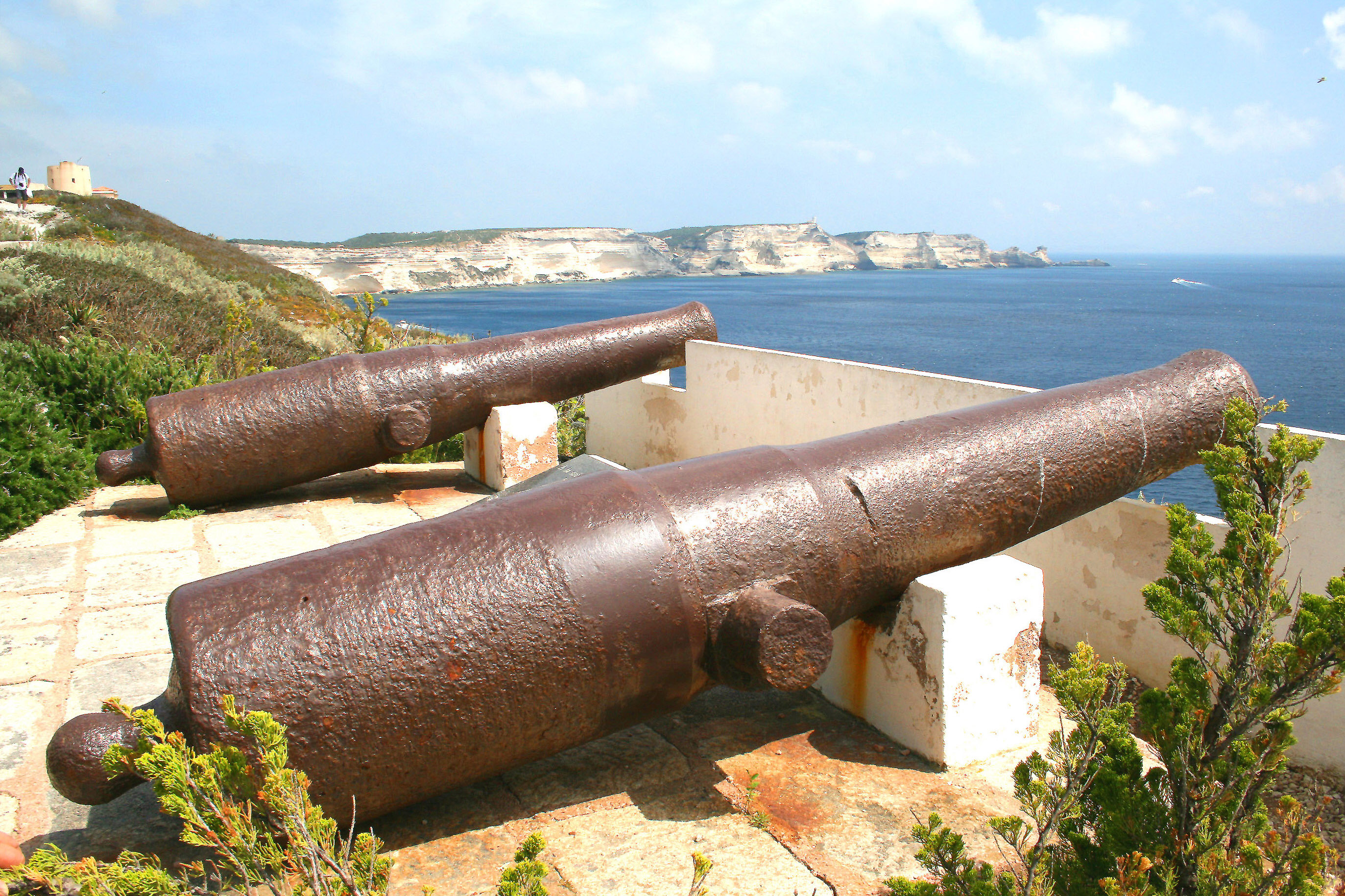
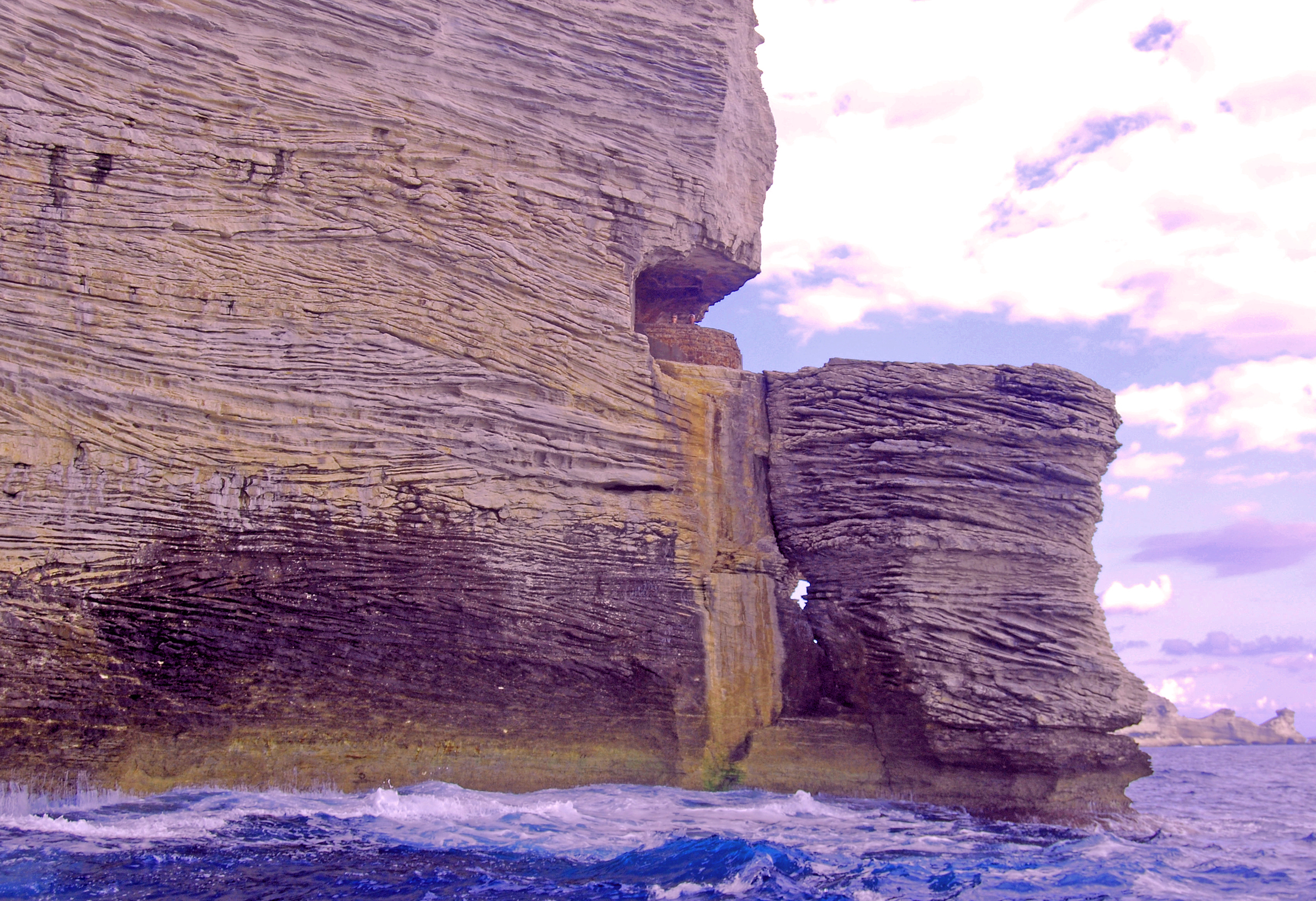
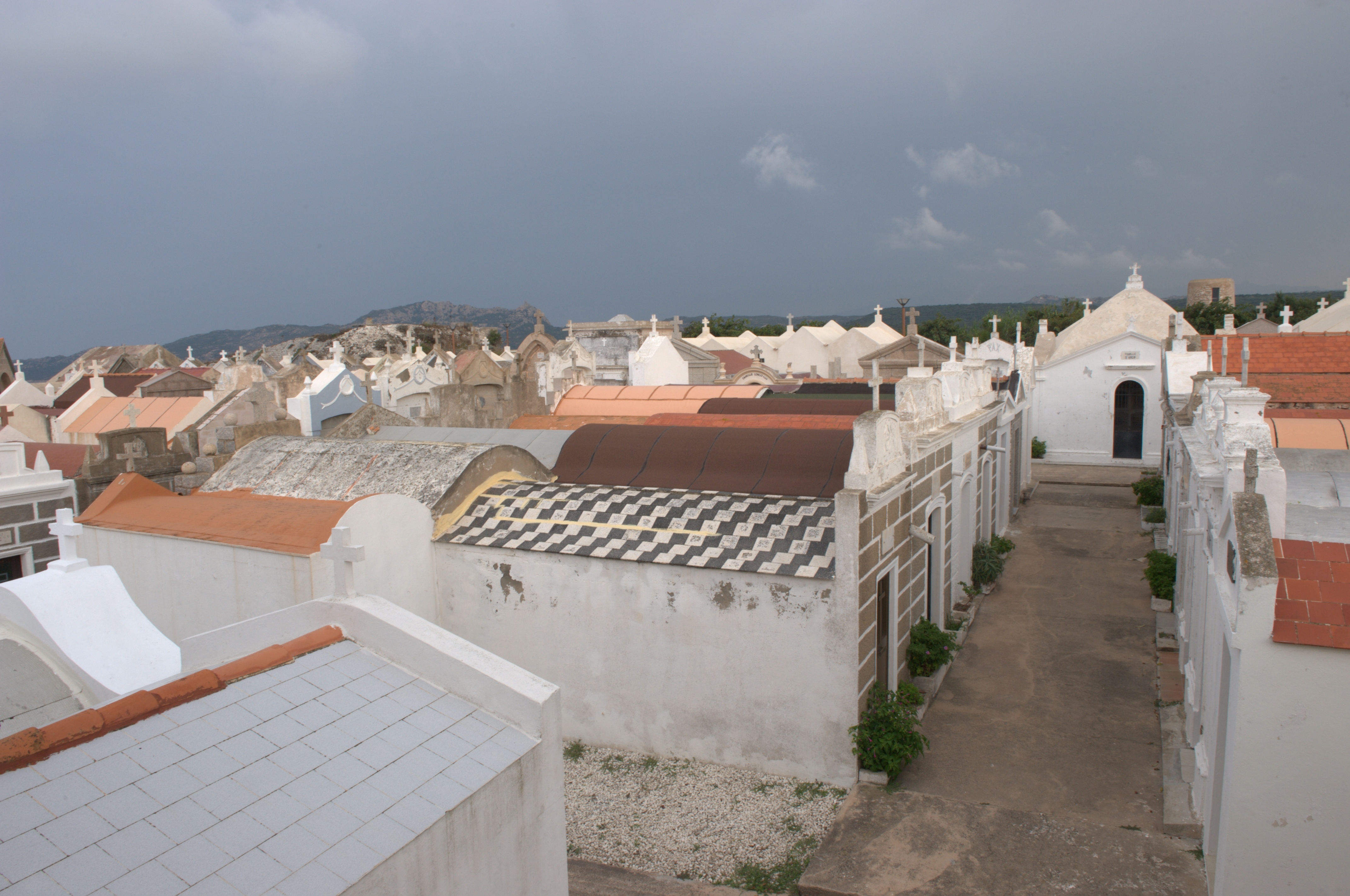
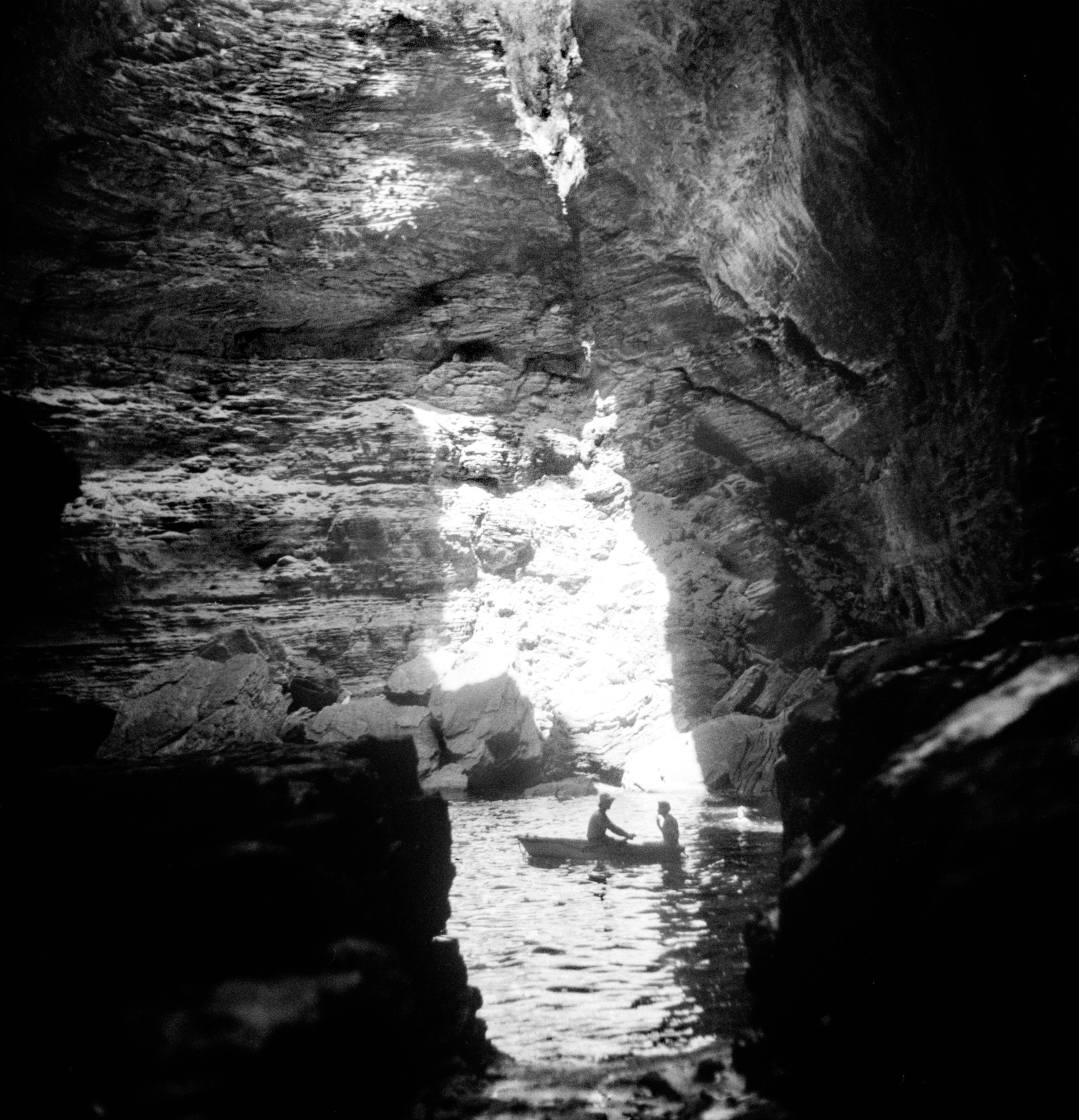
Grottorna vid Bonifazio år 1949, bild av författare Göran Schildt